# كامل حسين (سياسي سوري)
كامل حسين (1927م_ 2021م) سياسي ودبلوماسي سوري من اللاذقية.

## ولادته وتحصيله
ولد في محافظة اللاذقية عام 1927م.دَرَس في مدارس اللاذقية للثانوية. وانتقل الى جا معة دمشق وتخرج منها  1955م  كلية الآداب.

## عمله ووظائفه
انتسب إلى حزب البعث العربي الاشتراكي في بداية الخمسينات من القرن الماضي، ويعتبر من الجيل الثاني في الحزب.عمل مدرساً في ثانويات مدينتي طرطوس واللاذقية..وكذلك عمل مدرساً في مدينة الدار البيضاء بالمغرب. بعد إنقلاب الثامن من آذار عام 1963 انتقل إلى السلك الدبلوماسي، وعين سكرتيرا اولاً في السفارة السورية بالمملكة المغربية.في عام 1965،في عام 1967غين سفيرا لسورية في فرنسا.اعتذر عن تمثيل سورية كسفير في فرنسا بعد انقلاب تشرين الثاني 1970م.اعتقل مع بقية أعضاء قيادة الحزب في حزيران عام 1971م.وبقي في المعتقل مايقارب 23عاماُ، وأفرج عنه عام 1994م

## وفاته
توفي في الثاني من حزيران عام 2021م.

## وصلات خارجية
كامل حسين نصح الأسد فسجن 28 عاما  الذاكرة السورية 
السفير السوري في فرنسا كامل حسين ولقائه مع مأمون البني في برنامج الذاكرة السورية نصح حافظ الاسد و كلفته السجن28 عام